# Еномото Тацуя
Тацуя Еномото (яп. 榎本 達也, нар. 16 березня 1979, Токіо) — японський футболіст, що грав на позыциъ воротаря.
Виступав, зокрема, за клуби «Йокогама Ф. Марінос» і «Віссел» (Кобе), а також молодіжну збірну Японії.

## Клубна кар'єра
У дорослому футболі дебютував 1997 року виступами за команду клубу «Йокогама Ф. Марінос», в якій провів дев'ять сезонів, взявши участь у 112 матчах чемпіонату. 
Згодом з 2007 по 2014 рік грав у складі команд клубів «Віссел» (Кобе), «Токусіма Вортіс» та «Тотігі».
2015 року приєднався до складу клубу «Токіо», за який протягом двох сезонів провів лише чотири гри, після чого завершив ігрову кар'єру.

## Виступи за збірну
1999 року залучався до складу молодіжної збірної Японії. У її складі був учасником молодіжного чемпіонату світу 1999 року, на якому японці дійшли до фіналу, в якому програли збірній Іспанії, і посіли друге місце.

## Титули і досягнення
- Чемпіон Японії (2):

«Йокогама Ф. Марінос»: 2003, 2004
- Володар Кубка Джей-ліги (1):

«Йокогама Ф. Марінос»: 2001